# John Murrell (bandit)
Pour les articles homonymes, voir John Murrell.
L'histoire tumultueuse de  John Murrell (parfois écrit Murel ou Murrel), un bandit de grand chemin opérant aux États-Unis le long du fleuve Mississippi au milieu du XVIIIe siècle est aussi controversée que l'orthographe de son nom.

## Biographie
Certains faits de sa vie font généralement consensus :
Il vendait des chevaux et a été au moins une fois attrapé avec un esclave libéré sur sa propriété. Il a été condamné pour vol de chevaux à 10 ans de prison qu'il a purgés dans la prison d'État du Tennessee située à Nashville dans le Tennessee.
Murrell était l'un des trois frères connus sous le nom de petits voleurs. Leur père était un prédicateur méthodiste itinérant.
Un jeune homme nommé Virgil Stewart a écrit en 1835 une relation fictionnelle de l'histoire de John Murrell sous le titre Une histoire de la recherche, de la conviction, de la vie et des conceptions de John A. Murel, le grand pirate de l'Ouest. En même temps que son système mafieux, son plan pour fomenter une rébellion de nègres, un catalogue des noms de 445 de ses camarades et disciples mystiques et de leurs efforts pour anéantir M. Virgil A. Stewart, le jeune homme qui a mis au jour ses agissements

## Murrell aujourd'hui
La Société historique du Tennessee (Tennessee Historical Society) présente une exposition itinérante qui, parmi beaucoup d'autres objets, expose un pouce qui est censé avoir appartenu à Murrell (bien que son authenticité soit soumise à une controverse comme l'est le Suaire de Turin).
Jorge Luis Borges s'est servi du personnage de Murrell dans une œuvre de fiction Le cruel rédempteur Lazarre Morell écrite entre 1933 et 1934 et éditée dans Une histoire universelle de l'iniquité en 1935.
Sow the Seeds of Hemp, un roman de Gary Jennings publié en 1976, est une relation romanesque de la poursuite de John Murrell par Virgil Stewart, du point de vue de ce dernier.
Le second roman de John Wray, intitulé Canaan's Tongue (2005) utilise Murrell et ses acolytes pour illustrer une allégorie de la pensée et du pouvoir des États-Unis.
La fuite de Murrell a inspiré de nombreuses rumeurs sur la localisation de son trésor. Certains pensent qu'il est enterré au Devil's Punch Bowl. Certains numismates pensent qu'il est plutôt sur l'Ile Honey en Louisiane. (Voir liens ci-dessous)